# 燕尾山午炮台遗址
燕尾山午炮台遗址位于中国福建省厦门市鼓浪屿，是全国重点文物保护单位鼓浪屿近代建筑群的子项目之一。
19世纪后期，厦门海关理船厅在燕尾山坡顶设置一门“雾炮”，旨在于大雾天航标设施失灵的情况下引领船只行驶。然厦门雾天不多见，所以该炮台又担负提示海关职员及鼓浪屿居民校准钟表时间的功能。每周六正午12时鸣炮两响，同时鹿耳礁的天主堂亦敲钟十二下。